# Puccinellia micrandra
Puccinellia micrandra är en gräsart som först beskrevs av Yi Li Keng, och fick sitt nu gällande namn av Keng f. och Shou Liang Chen. Puccinellia micrandra ingår i släktet saltgrässläktet, och familjen gräs. Inga underarter finns listade i Catalogue of Life.